# Maroc Telecom HQ
Maroc Telecom HQ est un gratte-ciel de Rabat au Maroc. Il se situe dans le quartier d'affaires de Hay Ryad et est le siège de Maroc Telecom. 
La structure, d'une hauteur de 91 mètres (139 mètres avec l'antenne) dispose de 20 étages. Sa construction est achevée en 2013. 
Sa construction aurait couté 1,1 milliard de dirhams.